# Свистун жовтошиїй
Свистун жовтошиїй (Pachycephala jacquinoti) — вид горобцеподібних птахів родини свистунових (Pachycephalidae). Ендемік Тонги.

## Опис
Жовтошиї свистуни схожі на золотистих свистунів, однак голова і горло у самців повністю чорні, а у самиць нижня частина тіла у самиць жовта.

## Поширення і екологія
Жовтошиї свистуни є ендеміками островів Вавау і Лате. Вони живуть в тропічних лісах і на плантаціях, в прибержних заростях і на болотах.

## Збереження
МСОП вважає стан збереження виду близьким до загроливого. Жовтошиїм свистунам загрожує знищення природного середовища і інтродуковані щури.